# مهمانی خانگی (فیلم ۱۹۹۰)
مهمانی خانگی (به انگلیسی: House Party) یک فیلم کمدی آمریکایی محصول سال ۱۹۹۰ به کارگردانی و نویسندگی رجینالد هادلین با بازی کریستوفر رید، رابین هریس و مارتین لارنس است.
این فیلم در باکس آفیس بیش از ۲۶ میلیون دلار فروش داشت و بیشترین اکران آن در ۷۰۰ سالن بود. این فیلم از آن زمان به یک کلاسیک کالت تبدیل شده است. پس از اکران اولیه، فیلم مورد تحسین منتقدان قرار گرفت. و در سال ۲۰۲۲، این فیلم برای نگهداری در فهرست ملی فیلم ایالات متحده توسط کتابخانه کنگره به عنوان «از نظر فرهنگی، تاریخی، یا زیبایی شناختی مهم» انتخاب شد.

## داستان
پسری جوانی یک مهمانی واقع در خانه دوستش دعوت می‌شود. اما چون او در مدرسه دعوا کرده بوده، پدرش مانع مهمانی رفتنش می‌شود. اما پسر جوان زمانی که پدرش خواب می‌رود فرار می‌کند. او خبر ندارد که کسانی که با آنها دعوا کرده بوده قرار است به سراغش بیایند…

## پاسخ انتقادی
در راتن تومیتوز بر اساس ۲۸ نقد دارای امتیاز ۷ از ۱۰ و ۹۳ درصد محبوبیت دارد. در متاکریتیک، فیلم بر اساس ۱۵ منتقد، میانگین وزنی ۷۶ از ۱۰۰ را دارد که نشان‌دهنده «بررسی‌های عموماً مطلوب» است.

## دنباله‌ها
- مهمانی خانگی ۲ (۱۹۹۱)
- مهمانی خانگی ۳ (۱۹۹۴)
- مهمانی خانگی ۴: تا آخرین لحظه (۲۰۰۰)
- مهمانی خانگی: شب موعود (۲۰۱۳)
- مهمانی خانگی (فیلم ۲۰۲۳)